# Новый Шигай
Новый Шига́й (баш. Яңы Шығай) — деревня в Буздякском районе Республики Башкортостан Российской Федерации. Входит в состав Сабаевского сельсовета. 

## География
Стоит на реке Кигавуш.

### Географическое положение
Расстояние до:
- районного центра (Буздяк): 54 км,
- центра сельсовета (Сабаево): 9 км,
- ближайшей ж/д станции (Буздяк): 54 км.

## Население
| 2002 | 2009 | 2010 |
| ---- | ---- | ---- |
| 9    | ↘5   | ↗6   |

Согласно переписи 2002 года, преобладающая национальность — башкиры (100 %).